# Atimia helenae
Atimia helenae är en skalbaggsart som beskrevs av Linsley 1934. Atimia helenae ingår i släktet Atimia och familjen långhorningar. Inga underarter finns listade.